# Virna Lisi
Virna Lisi, de nombre real Virna Pieralisi (Jesi, Ancona, provincia de Marcas, Italia, 8 de noviembre de 1936-Roma, 18 de diciembre de 2014), fue una actriz italiana, famosa en el cine europeo tanto por sus actuaciones en el género dramático y de comedia como su sobresaliente belleza. Tras alcanzar fama internacional gracias a varios trabajos en Hollywood, participó en múltiples coproducciones europeas, así como en cine de autor, ganando diversos galardones, como dos premios David de Donatello, uno en el Festival de Cannes y un premio César.

## Biografía
Virna Lisi nació con el nombre de Virna Pieralisi en una villa de la provincia de Ancona, en 1936. Ya en la adolescencia y debido a su excepcional belleza fue descubierta por los productores Antonio Ferrigno y Pesce Ettore, quienes la introdujeron en el mundo del cine europeo. Debutó en el cine con diecisiete años, en la película ...e Napoli canta (1953), y obtuvo su primer éxito junto a Totò en Questa è la vita (1954).
Tras la película Le diciottenni (1955), Virna Lisi se convirtió en una de las actrices más apreciadas del cine italiano; participó en La Donna del Giorno (1956) y  Romolo e Remo (1961), ambas con buenas críticas del medio especializado. Asimismo, trabajó en el Piccolo Teatro de Milán dirigida por Giorgio Strehler.

### Años 1960: estrella en Europa
A principios de la década de 1960, Virna Lisi dio el salto al cine europeo. Participó en Eva (1962), filme de Joseph Losey, con Jeanne Moreau y Stanley Baker. En El tulipán negro (1964), película de época parcialmente rodada en España, dio la réplica a Alain Delon dentro de un largo reparto internacional: Adolfo Marsillach, Akim Tamiroff y George Rigaud, entre otros. 
En 1963 rechazó el papel de chica Bond en Desde Rusia con amor, protagonizada por Sean Connery; su personaje lo haría finalmente Daniela Bianchi. Virna Lisi siguió trabajando en el cine italiano y, así, participó en la película Señoras y señores, dirigida por Pietro Germi, que ganó la Palma de Oro del Festival de Cannes.

### En Hollywood
A mediados de los años 1960, Virna Lisi decidió hacer carrera en Estados Unidos, donde se la trató de imponer como una nueva Marilyn Monroe después del fallecimiento de la platinada actriz. En Hollywood, los productores estaban buscando una nueva figura de reemplazo de Marilyn y la apariencia de Virna Lisi encajaba a la perfección. Fue contratada por los estudios Paramount y participó en los mismos tipos de roles que le eran asignados a Monroe en el género de la comedia: trabajó junto a Jack Lemmon en Cómo matar a la propia esposa (1965), y con Tony Curtis en ¡Bromas con mi esposa, no! (1966). 
Luego Virna Lisi pudo ampliar sus papeles hacia el drama al protagonizar junto a Frank Sinatra Asalto al Queen Mary (1966). También prestó su rostro para una rareza publicitaria: apareció con crema de afeitar en la cara en una fotografía que salió en la portada de marzo de 1965 del Esquire Magazine. Décadas después, una imagen similar sería protagonizada por K. D. Lang y Cindy Crawford. 
Pero Virna Lisi se cansó de su incursión americana porque fue encasillada en el medio hollywoodiense como una rubia mujer seductora, sin poder llegar a interpretar roles de carácter. Rehusó posar desnuda para la revista Playboy y se cuenta que también rechazó el papel protagonista del filme Barbarella de Roger Vadim, decidiendo regresar a Europa. Este papel sería interpretado por Jane Fonda, contribuyendo a su despegue como estrella. La rescisión de su contrato con la Paramount causó problemas a Virna Lisi: se vio inmersa en un litigio y tuvo que pagar una multa.

### Coproducciones en Europa
Su regreso a Italia no la alejó del cine internacional, ya que este país acogía entonces los rodajes de muchas coproducciones. Así, Lisi participó en dos películas con el consagrado Anthony Quinn: el drama bélico La hora 25 y el éxito El secreto de Santa Vittoria (1969), dirigido por Stanley Kramer y que contó también con Anna Magnani. 
En las décadas de 1960 y 1970 Virna Lisi rodó muchos otros filmes de vocación internacional: La Ragazza e il Generale con Rod Steiger, Barba Azul con Richard Burton y Raquel Welch, El serpiente con Yul Brynner y Henry Fonda, El árbol de Navidad de Terence Young junto a William Holden...
También actuó en papeles más exigentes en melodramas italianos tales como Casanova 70 y Bambole Le (1965), Arabella (1967) y  Le dolci signore (1968). En 1974-75 rodó, junto a Franco Nero, dos filmes sobre la novela Colmillo Blanco bajo dirección de Lucio Fulci, tras lo cual redujo su actividad profesional para volcarse en la vida familiar. En 1977 participó en un filme de Liliana Cavani: Más allá del bien y del mal, junto a Dominique Sanda, Robert Powell y Erland Josephson. 
La Cicala (1980) de Alberto Lattuada proporcionó a Virna Lisi el Premio David de Donatello a la mejor actriz. Volvió a colaborar con Lattuada en 1985, esta vez para una teleserie sobre Cristóbal Colón con un reparto internacional: Gabriel Byrne, Faye Dunaway, Raf Vallone, Eli Wallach... Entremedias, Virna Lisi ganó otro David de Donatello, esta vez como mejor actriz secundaria, por Sapore di mare de Carlo Vanzina.

### Últimos años
A finales de la década de 1980 Lisi empezó a espaciar sus apariciones en el cine para trabajar más en televisión; así, en 1991 participó en la teleserie El misterio de la jungla negra, junto a Stacy Keach, bajo dirección de Kevin Connor. 
En 1995 tuvo una triunfal reaparición en el cine: ganó un premio en el Festival de Cannes así como el César francés a la mejor actriz secundaria por su participación en La reine Margot donde encarnó a Catalina de Médici. En este filme trabajó junto a Isabelle Adjani, Daniel Auteuil, Vincent Perez y Miguel Bosé, entre otros. Luego participó en la película de comedia Las cien y una noches de Agnès Varda, con un reparto coral de lujo: Michel Piccoli, Marcello Mastroianni, Jean-Paul Belmondo, Alain Delon, Fanny Ardant, Catherine Deneuve, Robert De Niro, Jeanne Moreau, Assumpta Serna y Patrick Bruel. 
En 2002 protagonizó el filme  Il più bel giorno della mia vita, de Cristina Comencini, pero en la década de 2010 Virna Lisi se volcó en la televisión, con casi una decena de trabajos. 
El 18 de diciembre de 2014, Lisi murió de cáncer de pulmón en Roma a los 78 años.

### Vida privada
Casada desde 1960 con Franco Pesci, tuvo un hijo, Conrado, nacido en 1962. 

### Curiosidades
La canción TV Caliente, perteneciente a la banda de rock argentina Sumo, está dedicada a ella, ya que la actriz era el amor platónico de Luca Prodan.

## Filmografía seleccionada

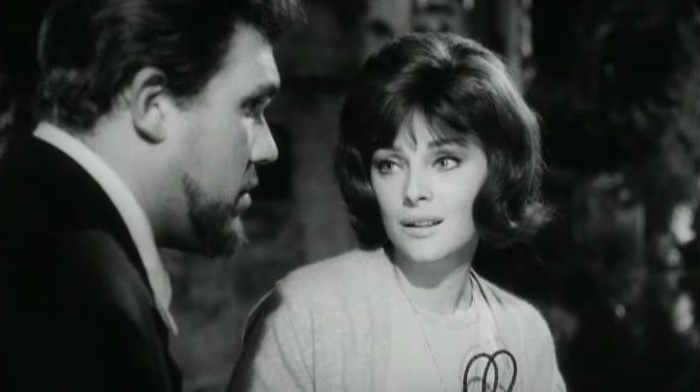
Gastone Moschin y Virna Lisi en un fotograma de la película de 1965 Señoras y señores.

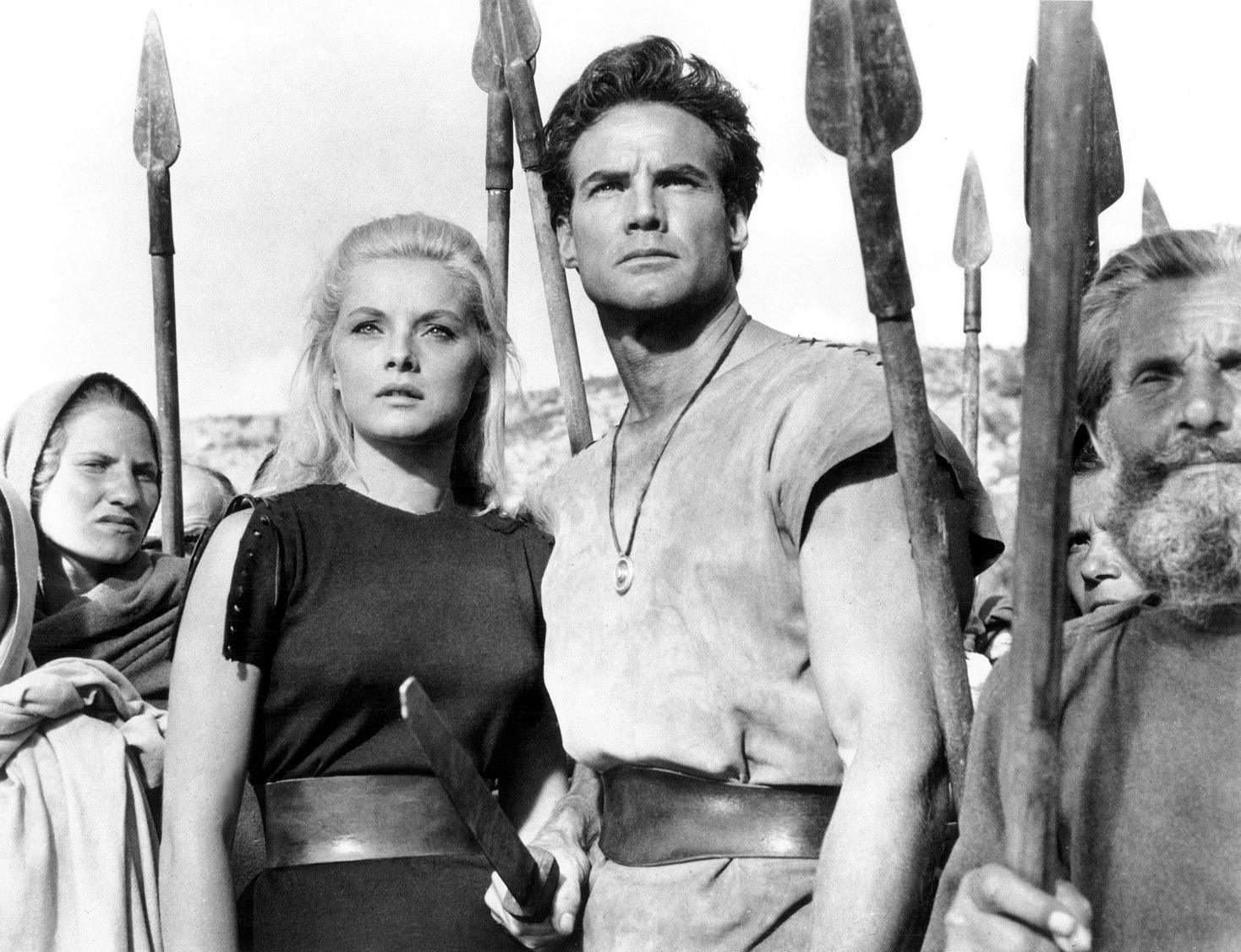
Virna Lisi y Steve Reeves en un fotograma de la película de 1961 Rómulo y Remo.

- Latin Lover (2015) de Cristina Comencini.
- El mejor día de mi vida (2002) de Cristina Comencini.
- Balzac (1999, serie de televisión) de Josée Dayan.
- Donde el corazón te lleve (1995) de Cristina Comencini.
- La reine Margot (1994) de Patrice Chéreau, como la Reina Madre.
- Buon Natale... buon anno (1989) de Luigi Comencini, como Elvira.
- Los muchachos de Via Panisperna (1988) de Gianni Amelio.
- Amarsi un po' (1984) de Carlo Vanzina.
- Aquel verano del 60 (1983) de Carlo Vanzina.
- Más allá del bien y del mal de Liliana Cavani
- Colmillo blanco (1973) de Lucio Fulci.
- El serpiente (1973) de Henri Verneuil.
- Barba Azul (1972) de Edward Dmytryk.
- El secreto de Santa Vittoria (1969) de Stanley Kramer.
- La hora 25 (1967) de Henri Verneuil.
- Asalto al Queen Mary (1966) de Jack Donohue.
- Casanova 70 (1965) de Mario Monicelli.
- Señoras y señores (1965) de Pietro Germi.
- Made in Italy (1965) de Nanni Loy.
- Cómo matar a la propia esposa (1965) de Richard Quine.
- El tulipán negro (1964) de Christian-Jacque.
- Eva (1962) de Joseph Losey.
- Rómulo y Remo (1961) de Sergio Corbucci
- Le ali della vita (1999-2001), de Stefano Reali.

## Premios y distinciones
Festival Internacional de Cine de Cannes
| Año  | Categoría    | Película        | Resultado |
| ---- | ------------ | --------------- | --------- |
| 1994 | Mejor Actriz | La reine Margot | Ganadora  |